# Rose Tremain
Rose Tremain (n. 2 august 1943 în Londra ca Rose Thomson) este o scriitoare britanică.

## Viața
Rose Tremain a studiat la Sorbona și termină în 1967 la University of East Anglia studiul de engleză. Acolo a predat în perioada 1988 – 1995. 
Scrie în special romane și scurte povestiri, scrie însă și scenarii pentru seriale de televiziune. 
Lucrările ei au fost premiate de multe ori.

## Premii literare
- 1994 Prix Femina Étranger (Royaume interdit).
- 1999 Whitbread Book Award (Novel of the Year pentru Music and Silence)
- 2008 Orange Prize for Fiction (The Road Home)

## Opere

### Povestiri și romane
- Sadler's Birthday, 1976
- Letter to Sister Benedicta, 1978
- The Cupboard, 1981
- Journey to the Volcano, 1985
- The Swimming Pool Season, 1985
- Restoration, 1989 (Restaurația, 1997. ISBN 9-735-76063-0)
- Sacred Country,,1992
- The Way I Found Her, 1997
- Music and Silence, 1999 (Muzică și tăcere, 2008. ISBN 978-9-731-02138-6)
- The Road Home, 2007

### Scurte povestiri
- The Colonel's Daughter and Other Stories, 1984
- The Garden of the Villa Mollini and Other Stories, 1987
- Evangelista's Fan and Other Stories, 1994
- The Darkness of Wallis Simpson, 2005

## Traduceri în limba română
- Restaurația, Ed. Rao Books, 1997, 416 pag, ISBN 973-57-6063-0
- Muzică și tăcere, Editura Leda, 2008,  ISBN 978-973-102138-6
- Drumul spre casă, Editura Leda, 2008, ISBN 973-102-172-0
- Culoarea, Editura Leda, 2010, ISBN 973-102-246-8